# Orde del Mèrit (Regne Unit)
L'Orde del Mèrit (en anglès Order of Merit) és un orde britànic i de la Commonwealth. És atorgat personalment pel monarca. Va ser establert el 23 de juny de 1902 pel rei Eduard VII basant-se en el Pour le Mérite prussià, com a recompensa pel servei eminent a les forces armades, l'art, la literatura, les ciències o la promoció de la cultura.
L'atorga personalment el sobirà com un present personal i no requereix l'aprovació ministerial. Està limitat a vint-i-quatre membres, a més del sobirà, però també es pot concedir a estrangers com a "membres honoraris". Des de l'inici està obert a les dones, i la primera a rebre'l va ser Florence Nightingale, el 1907.
Des de la seva creació és un dels màxims honors civils de la Gran Bretanya, i, pel que fa al protocol, se situa immediatament després de l'Orde de la Lligacama, l'Orde del Card, l'Orde de Sant Patrici (actualment caigut en desús) i l'Orde del Bany. Tanmateix, l'Orde del Mèrit no atorga per si mateix ni la noblesa, ni la cavalleria ni cap altre estatus. Els receptors poden emprar la sigla OM després del seu nom.
Entre els receptors figuren el general Dwight David Eisenhower (1945), Sir Winston Churchill (1946), el mariscal de camp Alan Brooke, primer vescomte Alanbrooke (1946), el mariscal de l'aire Charles Portal, primer vescomte Portal of Hungerford (1946), el mariscal de camp Harold Alexander, primer comte Alexander of Tunisia (1960) i Lord Mountbatten, primer comte Mountbatten of Burma (1965). Per contra, l'honor de pertànyer-hi ha estat refusat per personalitats com ara Rudyard Kipling o George Bernard Shaw.

## Disseny
Una creu amb els quatre braços iguals i les puntes arrodonides, de color vermell amb la vora blava. Al centre hi ha un medalló blau amb la inscripció "FOR MERIT" (AL MÈRIT) en lletres daurades. El medalló té la vora blanca i al voltant hi ha una corona de llorer. Sobre la creu hi ha una corona imperial.
La versió militar té dues espases encreuades entre els braços de la creu.
El galó són dues franges de la mateixa amplada, en blau i vermell.

## Membres actuals (gener de 2014)
- Sobirana: SM la Reina

- Membres numeraris:
  - 1. SAR el príncep Felip, duc d'Edimburg, KG, KT, OM, GBE, AC, QSO, CD, PC (1968), príncep consort.
  - 2. Revd. William Owen Chadwick, OM, KBE (1983), historiador i teòleg.
  - 3. Sir Michael Francis Atiyah, OM, FRS (1992), medalla Fields, premi Abel, president emèrit de la Royal Society (1990-1995), matemàtic.
  - 4. Sir Aaron Klug, OM, FRS (1995), premi Nobel de química, president de la Royal Society (1990-1995), biofísic.
  - 5. Norman Robert Foster, baró Foster of Thames Bank, OM, RA, Kt. (1997), premi Pritzker, arquitecte.
  - 6. Sir Roger Penrose, OM, FRS (2000), premi Wolf, matemàtic.
  - 7. Sir Tom Stoppard, OM, CBE (2000), escriptor.
  - 8. SAR el príncep de Gal·les, KG, KT, GCB, OM, AK, QSO, CD, PC, ADC (2002), hereu al tron.
  - 9. Robert May, baró May of Oxford, OM, AC, FRS (2002), expresident de la Royal Society, ecologista.
  - 10. Nathaniel Rothschild, 10è baró Rothschild, OM, GBE, FBA (2002), filantrop.
  - 11. Sir David Attenborough, OM, CH, CVO, CBE, FRS (2005), naturalista i publicista.
  - 12. Betty Boothroyd, baronessa Boothroyd of Sandwell, OM, PC (2005), primera dona presidenta de la Cambra dels Comuns.
  - 13. Sir Michael Howard, OM, CH, KBE, MC (2005), historiador militar.
  - 14. Robin Eames, lord Eames OM (2007), primat d'Irlanda anglicà i arquebisbe d'Armagh (1986-2006).
  - 15. Sir Timothy John "Tim" Berners-Lee, OM, KBE, FRS (2007), inventor del World Wide Web.
  - 16. Martin John Rees, baró Rees of Ludlow, OM (2007), astrofísic, astrònom reial i expresident de la Royal Society.
  - 17. Joseph Jacques Jean Chrétien, PC, OM, CC, QC (2009, exprimer ministre del Canadà.
  - 18. Robert Neil MacGregor, PC, OM, AO (2010), historiador de l'art i director del Museu Britànic.
  - 19. David Hockney, OM, CH (2012), artista plàstic i fotògraf.
  - 20. John Winston Howard, OM, AC, SSI (2012), exprimer ministre d'Austràlia.
  - 21. Sir Simon Denis Rattle, OM, CBE (2013), director d'orquestra.
  - 22. Martin Lichtfiel West, OM (2014), filòleg clàssic.
  - 23. Sir Magdi Yacoub, OM (2014), cirurgià caçrdiotoràcic.
  - 24. Vacant

- Membres Honoraris:

Des de la mort de Nelson Mandela, el desembre de 2013, no hi ha cap membre honorari de l'Orde del Mèrit.